# USS 파나이 사건
USS 파나이 사건(영어: The USS Panay incident)은 1937년 12월 12일 당시 중국의 수도 난징 인근 장강에서 미국 해군의 USS 파나이와 스탠더드 오일의 유조선 3척에 대한 일본의 폭격을 말한다. 당시 일본과 미국은 전쟁 중이 아니었다. USS 파나이는 제2차 아편 전쟁 이후 장강 순찰이라는 미국 해군 작전의 일부였다. 미국 내 대중의 반응은 엇갈렸으며, 프랭클린 D. 루스벨트 대통령은 다양한 외교적, 군사적 대응을 비교하며 사과와 보상으로 만족했다. 일본 측은 USS 파나이에 성조기가 걸려 있지 않았다고 주장하면서도, 공식적으로 일본 정부는 사과하고 현금 배상금을 지불했다. 이러한 합의로 미국의 분노가 어느 정도 누그러졌고 언론에서는 이 문제가 종결되었다고 보도했다.

## 배경
장강 순찰을 위해 건조된 USS 파나이는 미국 아시아 함대의 장강 순찰대의 일부로 복무했으며, 이 선박은 중국에 있는 미국인의 생명과 재산을 보호하기 위해 장강 순찰을 지속했다.

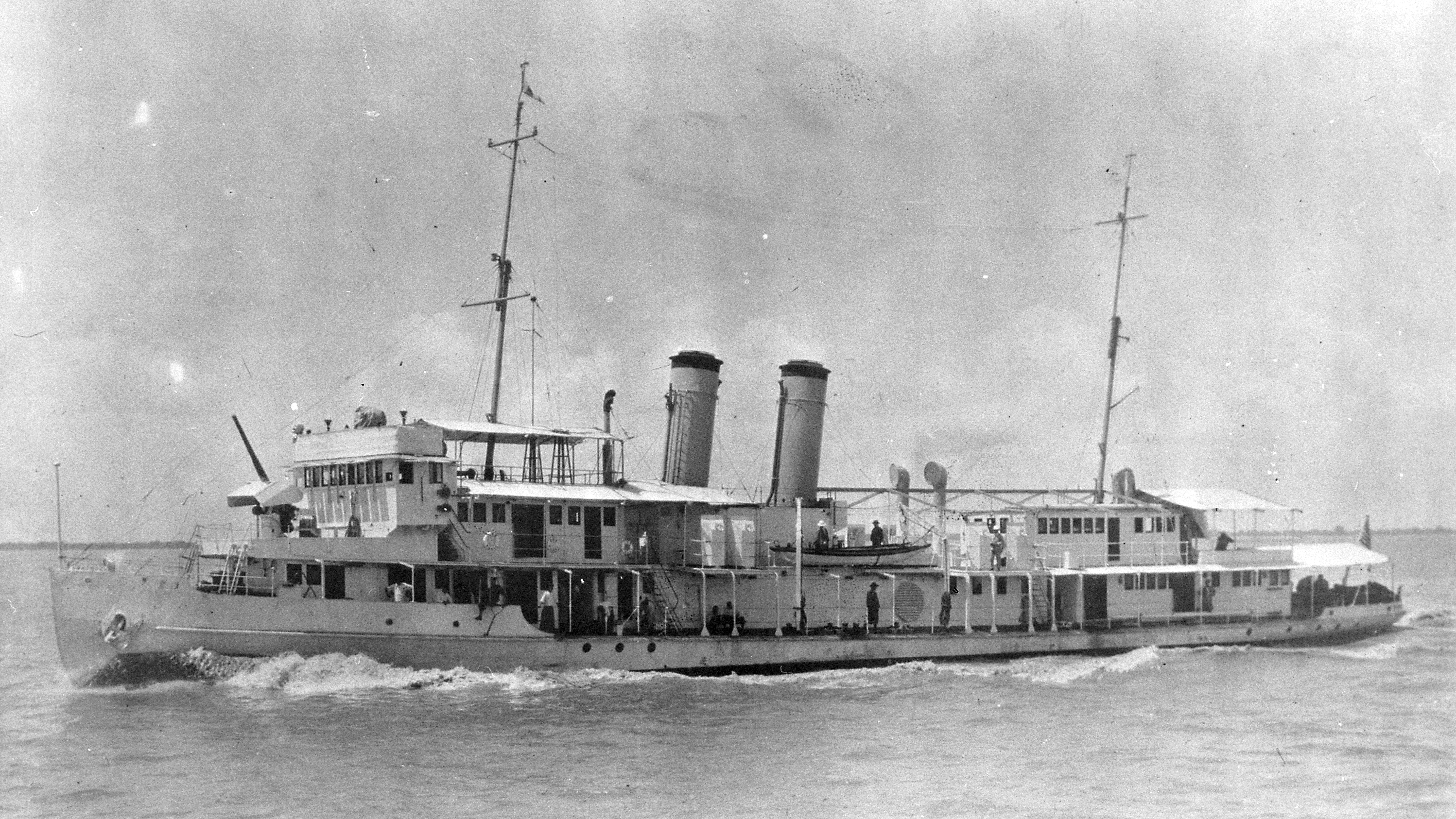
1928년 8월 30일 중국 우쑹구에서 표준화 시험을 진행 중인 의 모습.

1937년 여름 중일 전쟁중국을 침공한 일본군은 12월 난징을 점령하고 학살을 자행해 30만 명의 민간인과 전쟁 포로가 사망시켰다. USS 파나이 호는 12월 11일 도시 남은 미국인들을 대피시켰고, 탑승객 수는 장교 5명, 사병 54명, 미국 대사관 직원 4명, 민간인 10명이었다. 여기에는 유니버셜 뉴스릴의 카메라맨 노먼 앨리(Norman Alley), 폭스 무비톤 뉴스의 카메라맨 에릭 메이엘(Eric Mayell), 뉴욕 타임즈의 노먼 숭, 콜리어스 위클리의 특파원 짐 마셜, 라 스탐파의 특파원 산드로 산드리와 코리에레 델라 세라의 특파원 루이지 바르지니 주니어 등이 포함되어 있었다.

## 사건

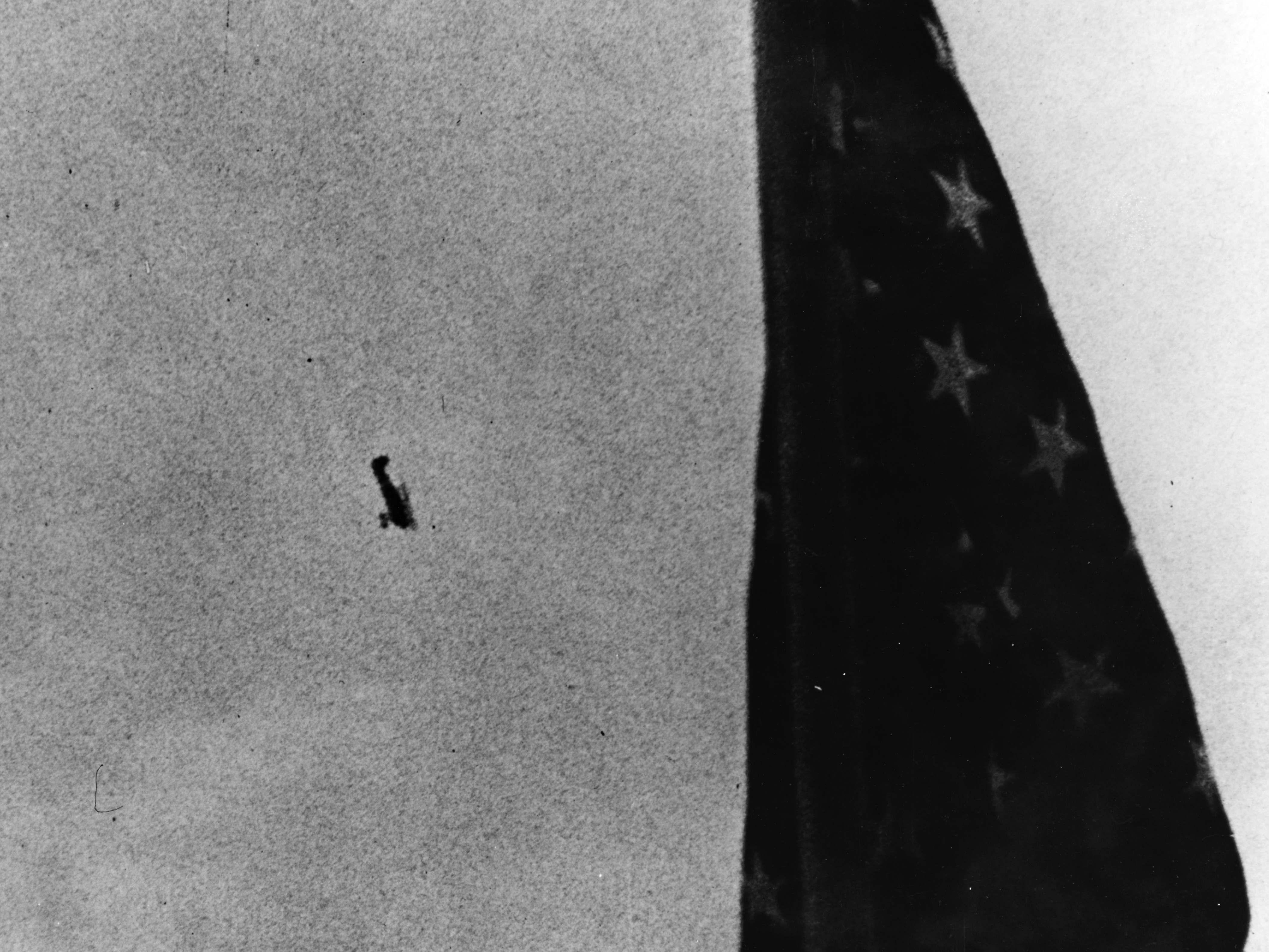
중국 난징에서 USS 파나이를 공격하는 일본 전투기를 포착한 뉴스릴의 장면.

12일 아침, 일본 공군은 도망치는 중국군이 대형 증기선 10척과 수많은 쓰레기를 타고 해당 지역에 있으며 난징에서 상류로 19~40km 떨어진 곳에 있다는 정보를 얻었다. 난징 상류에 정박 중이던 파나이 호와 스탠더드 오일의 유조선 3척인 메이 핑(Mei Ping), 메이 안(Mei An), 메이 흐쓰아(Mei Hsia)가 일본 해군 항공기의 공격을 받았다. 여기서 USS 파나이는 요코스카 B4Y 타입 96 폭격기 3대가 투하한 18개의 132lb(60kg) 폭탄 중 2개에 맞았고 9대의 나카지마 A4N 타입 95 전투기의 기총소사를 받았다.
파나이 호에 승선한 장교인 J. W. 가이스트(J.W. Geist) 중위는 "우리가 그 지역에 있는 일본군에게 우리가 누구인지 밝히기 전날" 배에는 성조기 3개가 분명히 보였다고 말했다. 또한 그는 일본 전투기가 부상자를 해변으로 데려가는 도중 기관총을 발사했으며 몇 명의 추가 생존자가 부상을 입었다고 말했다. 역시 파나이호에 탑승했던 타임즈 특파원 콜린 맥도널드(Colin MacDonald)는 배 측면에 그려진 성조기에도 불구하고 일본군에 의해 파나이호가 침몰하는 모습을 목격했다. 일본 비행기들이 머리 위로 계속 선회했기 때문에 생존자들은 늪의 진흙 속에 무릎 깊이 웅크리고 있어야만 했으며, 파나이의 구명정들 또한 일본군 전투기의 공격을 받았다.
일본군 전투기의 공격으로 인해 파나이는 침몰했다. 이로 인해 찰스 리 엔스밍거(Charles Lee Ensminger), 스탠더드 오일 유조선 선장 칼 H. 칼슨(Carl H. Carlson), 이탈리아 기자 산드로 산드리가 공격으로 인해 직접적으로 사망했고 항해사 에드가 C. 헐스버스(Edgar C. Hulsebus)는 그날 밤 늦게 사망했으며, 총 선원 43명과 민간인 5명이 부상을 입었다.
스탠더드 오일의 유조선 3척도 폭격을 받아 파괴되었고, 메이 안 호의 선장과 중국 민간인 승객 다수가 사망했다. 스탠더드 오일의 선박들은 일본군의 난징 공격 당시 직원들과 직원 가족들을 대피시키는 것을 돕고 있었다.
두 명의 뉴스릴 카메라맨인 유니버설 뉴실의 노먼 앨리와 폭스 무비톤 뉴스의 에릭 메이엘이 공격 도중 파나이에 탑승했다. 그들은 사건의 일부를 촬영할 수 있었고 해안에 도착한 후 강 한가운데에서 배가 가라앉는 모습 또한 촬영할 수 있었다. 나중에 생존자들은 미국 선박 오하우와 영국 포함 HMS 레이디버드와 비에 탑승했으며, 같은 날 일본 해안 포대가 레이디버드에 발사했다.
생존자들은 음식도 없이 젖은 옷을 입고 거의 영하의 밤을 견뎌야 했으며, 부상자 16명을 여러 영국 및 미국 선박의 안전한 곳으로 옮기는 데 3일이 걸렸다.

## 외교전
파나이호 침몰의 여파는 주일 미국 대사인 조지프 그루에게 불안함을 주었다. 30년 넘게 해외 복무 경험을 쌓은 그는 1898년 하바나 항구에서 폭발한 미 해군 함선인 "메인을 기억"하고 있었다. 과거 메인호의 침몰은 미국을 스페인-미국 전쟁으로 몰아넣었고 이에 조셉 그루는 파나이의 침몰이 일본과의 외교 관계 단절과 전쟁의 촉매제가 되지 않기를 바랐다.
일본 정부는 파나이 침몰에 대해 전적으로 책임을 졌지만, 이번 공격은 의도하지 않은 일이었다고 계속해서 주장했다. 중국 북부 일본 해군 참모총장 스기야마 로쿠조(杉山 六蔵) 중장은 공식 사과를 하기 위해 임명되었으며, 공식적인 사과는 크리스마스 이브에 그가 워싱턴 D. C.에 도착하여 진행되었다.
일본 정치인들은 조종사들이 파나이에서 성조기를 본 적이 없다고 주장했지만, 미 해군의 조사 법원은 미국 해군의 회의에서 공격 중에 선박에서 여러 개의 성기가 명확하게 보였다고 판단했다.  12월 23일 도쿄의 주일본 미국 대사관에서 일본 관료들은 해군 전투기 1대가 짧은 시간 동안 기관총으로 배를 공격했으며 일본군 모터 보트나 발사대가 반대편 강둑에서 상류로 탈출하는 중국 증기선을 공격했다고 주장했다. 이 와중에도 일본 해군은 이번 공격이 의도된 것이 아니라고 주장했다. 결국 1938년 4월 22일 일본 정부는 미국에 2,214,007.36 달러(2025년의 40,710,000 달러)의 배상금을 지불하여 파나이 사건을 공식적으로 해결했다.

## 사건 이후

### 기부
사건 이후 일본의 시민들과 단체는 미국 외교관과 워싱턴 D. C.에 있는 미국 해군에 사과 편지와 선물을 보냈다. 여기에는 학생들이 쓴 편지부터 조직화된 기부자 조직에 이르기까지 다양했다.
가장 눈에 띄는 기부는 도쿠가와 이에사토가 이끄는 미국-일본 협회의 기부로, 7,749명과 218개 조직으로부터 16,242.56엔의 파나이 기부금을 모았다.
기부에 대해 코델 헐 국무장관은 "미국 정부나 그 기관, 국민 중 어느 누구도 이와 같이 제공되는 금액을 받거나 그로부터 직접적인 혜택을 받아서는 안된다"라고 말했다. 그러나 헐 장관은 "그런 제안을 단호히 거부하는 것은 우리의 일반적인 태도에 대한 오해를 낳고 그런 행동을 하는 일본인들에게 불쾌감을 줄 수 있기 때문에 국방부는 그런 제안을 하려는 일본인들이 다른 방법을 찾아야 한다고 생각한다"고 지적했다.
미국 국무부는 필요한 모든 조치가 즉각 이루어져야 한다는 희망을 표명했으며, 헐은 일본인들이 기부한 돈이 어떻게 될지에 대한 결정을 기다리게 하고 싶지 않았다. 장기간의 지연은 오해로 이어질 수 있으며, 특히 몇 달 후에 기부자에게 돈을 반환하기로 결정한 경우에 더욱 오해가 불거지는 문제가 생겼다.
파나이 사건과 관련해 주일 미국 대사와 주중 미국 대사만 기부금을 받을 수 있도록 임시 해결책이 마련되었다. 일본의 나고야, 고베, 나가사키, 오사카의 영사관부터 대만의 타이페이와 한국의 경성, 만주의 다롄, 브리질의 상파울루에 이르기까지 다양한 지역에 있는 미국 대사관에서 기부금을 받았다. 이 기부금은 결과적으로 도쿄의 대사에게 전달되었으며, 그루는 국무부가 해결책을 찾을 때까지 파나이 사건과 관련하여 받은 모든 돈을 대사관 금고에 보관했다.
이러한 정책에도 불구하고 나가사키 지역 신문인 나가사키 민유 신문은 한 남학생의 기부에 첨부된 편지에서 발췌한 내용을 포함하여 일본이 나가사키 주재 미국 대사관에 기부한 일부 내용에 대한 기사를 게재했다. 나가사키 주재 미국 영사인 아서 F. 타워(Arthur F. Tower)는 그루 대사에게 1월 7일에 게재된 기사를 알렸으며, 또 다른 신문인 도쿄·오사카의 아사히 신문 기자가 12월 23일 파나이 기부에 대해 묻기 위해 자신을 방문했다고 그루에게 알렸다. 타워는 그루에게 "이 영사관은 기부금을 받거나 제공한 사실을 홍보하려고 하지 않았으며 요청이 있을 경우에만 두 차례에 걸쳐 기부금에 관한 정보를 제공했습니다"라고 말하며 안심시켰다. 그러나 그럼에도 불구하고 신문 기사는 해당 지역에 대한 기부금을 더 많이 만들었을 수 있다.
기부금에 대한 최종 해결책은 파나이 생존자들과 목숨을 잃은 사람들의 친척들의 이름으로 일본-미국 신탁을 창설함으로써 제공되었다. 이 신탁은 1853년 페리 원정에 참여한 선원들의 무덤까지 거슬러 올라가 일본에 묻혀 있는 미국 선원들의 무덤을 관리하는 데 사용될 예정이었으며, 신탁의 형성으로 국무부는 기부금을 반환하거나 일본에 직접 배포하는 것을 피할 수 있었다.

### 수상
파나이 호에 탑승한 군인들은 해군 원정 메달과 중국 봉사 메달을 받았다.
존 L. 호지(John L. Hodge) 소방관과 클라크 G. 그라지어(Clark G. Grazier) 중위는 해군 십자장를 수여받았다.
해군 십자상은 두 명의 영국 해군 장교인 루이스 에어 크랩베(Lewis Eyre Crabbe) 중장과 생존자를 구출하는 데 큰 도움을 준 해리 발로우(Harry Barlow) 사령관에게도 수여되었다.

USS 파나이 침몰 당시 보여준 용기를 기리기 위해 해군 십자훈장을 받고 있는 소방관 존 L. 호지의 모습.

## 공격에 대한 책임
현대 역사가들은 공격이 의도적이었을 수도 있다고 주장한다. 존 프라도스(John Prados)의 주장에 따르면 해군 암호 해독자들은 공격 전투기와 관련된 트래픽을 가로채서 해독했는데, 이는 공격 중에 명령을 받았고 어떤 종류의 실수도 아니었음을 분명히 보여준다. 이 정보는 미국이 일본 해군 코드를 위반했다는 사실이 드러날 수 있었기 때문에 당시 공개되지 않았다. 작가 닉 스파크스(Nick Sparks)는 난징의 혼란이 일본군 내에서 미국을 적극적으로 분쟁에 몰아넣어 일본이 미국을 중국에서 완전히 몰아낼 수 있는 기회를 제공했다고 주장했다.

## 유산

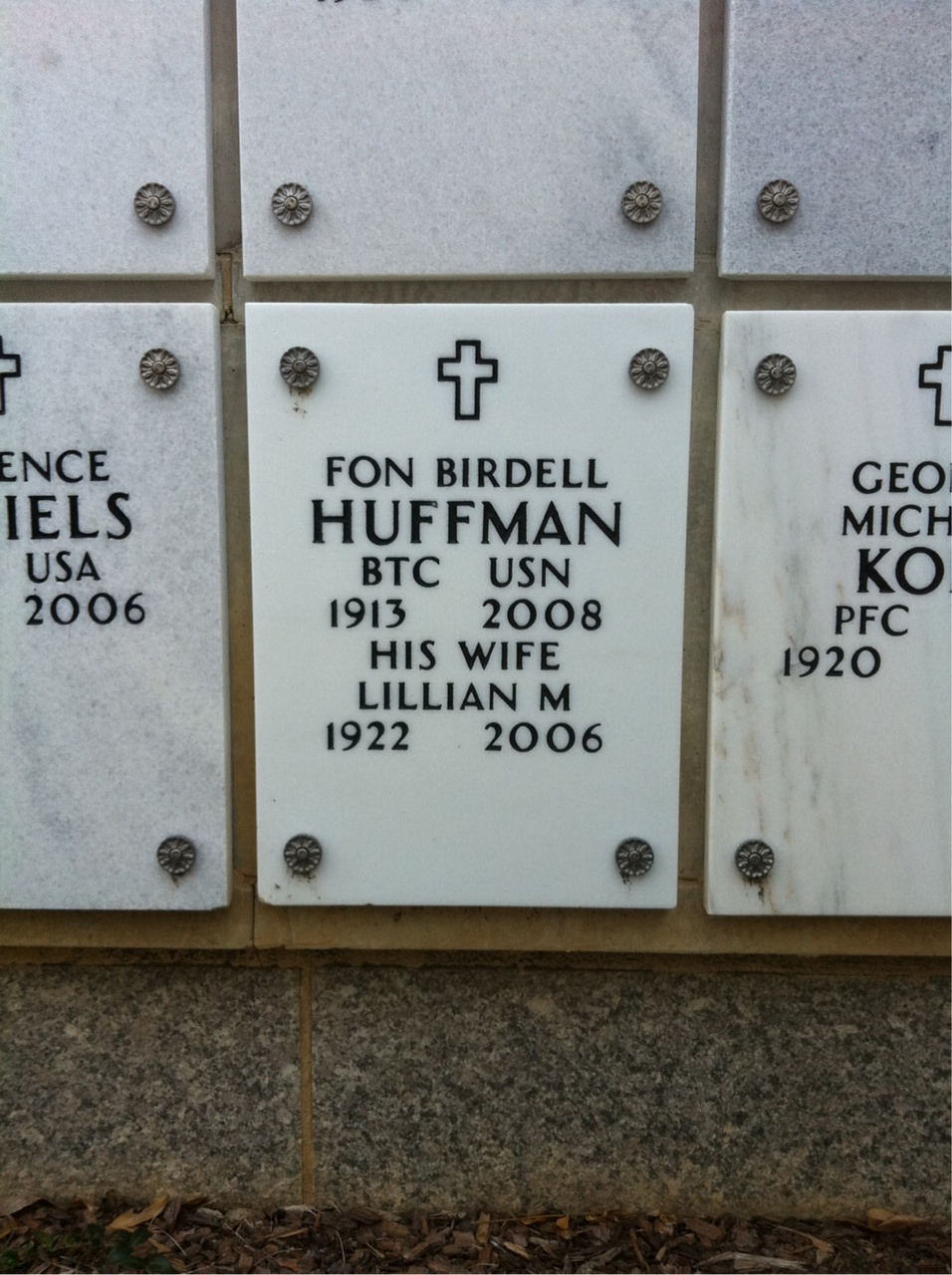
폰 허프만 알링턴 국립묘지의 무덤

사건의 마지막 생존자인 폰 허프만(Fon Huffman)은 2008년에 사망했다. 공격에 가담한 마지막 생존 일본 조종사는 하라다 카나메로 2016년 사망했다.
이 사건의 이야기는 필립 K. 딕의 소설 《높은 성의 사나이》(The Man in the High Castle)에서 인용되었으며, 1940년대 수집용 그림 카드에 묘사된 전쟁의 공포 시리즈의 제목은 《파나이의 침몰》이었다.
이 사건은 영국 작가 더글러스 갤브레이스(Douglas Galbraith)의 2005년 소설 《중국의 겨울》(A Winter in China)에서도 등장하고, 또한 뉴트 깅리치와 윌리엄 R. 포스첸(William R. Forstchen)의 소설 《태평양 전쟁 시리즈》에서도 묘사되어 있다.
2009년 영화 《존 라베》는 이 사건의 가상의 경우를 묘사했다.

## 같이 보기
- 미국-일본 관계

## 추가 읽기
- Ashbaugh, William. "Relations with Japan." in A Companion to Franklin D. Roosevelt (2011) pp: 612+.
- LaFeber, Walter. The clash: a history of U.S.-Japan relations (1997) pp 196–198. excerpt
- Konstam, Angus. Yangtze River Gunboats 1900–49 (Bloomsbury, 2012).
- Peifer, Douglas Carl. (2016). Choosing war: presidential decisions in the Maine, Lusitania, and Panay incidents. New York, NY: Oxford University Press.  ISBN 978-0190939601 online review
- Peifer, Douglas Carl (2018) . "Presidential Crisis Decision Making Following the Sinking of the Panay." International Journal of Naval History 14, no. 2/November .
- Perry, Hamilton Darby. The Panay Incident: Prelude to Pearl Harbor (1969).
- Roberts Jr, Frank N. "Climax of Isolationism, Countdown to World War." Naval History 26.6 (2012): 32+
- Schnurr, Jeremy. "'The Best Possible Time for War?' The USS Panay and American Far Eastern Policy During the Roosevelt Presidency" (MA thesis. University of Ottawa, 2012) online; bibliography pp 165–72
- Swanson, Harlan J. "The 'Panay' Incident: Prelude To Pearl Harbor." U.S. Naval Institute Proceedings (Dec 1967) 93#12 pp 26–37.
- Tolley, Kemp. Yangtze Patrol: The US Navy in China (Naval Institute Press, 2013).